# Keith Brooking
(en) Statistiques sur pro-football-reference
Keith Howard Brooking (né le 30 octobre 1975 à Senoia (Géorgie) est un joueur de football américain évoluant au poste de Linebacker.

## Récompenses
- Sélectionné pour disputer le Pro Bowl en 2001, 2002, 2003, 2004 et 2005.